# Frida Kern

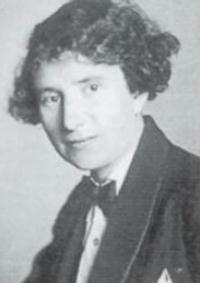
Frida Kern, 1891

Frida Kern, apellido de soltera Seitz (Viena, 9 de marzo de 1891 - Linz, 23 de diciembre de 1988) fue una compositora austriaca del siglo XIX. Nace en Viena y crece en Linz mientras estudia piano con Anna Zappa, y más tarde en el Linz Music Academy con August Göllerich.
Se casó con Max Kern en 1909 y comenzó a componer en 1911. En 1923 ingresa en la Academia de Viena donde estudia composición con  Franz Schmidt y dirección con Robert Heger. Continuó sus estudios con Eusebius Mandyczewski y Alexander Wunderer, graduándose en 1927 en composición y dirección musical. Más tarde trabajará como compositora autónoma. Las obras que compuso se reprodujeron en la radio y en conciertos.
Kern creó una orquesta de mujeres que recorrió Europa y África del Norte, y en 1942 fue nombrada profesora de la Universidad de Viena, donde enseñó armonía, contrapunto, teoría de la forma y estudios de instrumentos. 

## Trabajos
Algunas de sus obras más importantes son:
- Die vier Geigerlein (Vier kleine Vortragsstucke) (1891–1988) Para 4 violines
- Flotenserenade op. 62 (1891–1988) Para flauta y piano
- Scherzo (1891–1988) Para Cuerno y Piano
- Spanischer Tanz Nr. 1 aus op. 24 (1891–1988) Para Fagot y Piano o Violoncello y Piano
- Vier Stucke Piel Blaserquintett op. 25 (1891–1988) para quinteto de viento